# Slag bij Pine Bluff
De Slag bij Pine Bluff  vond plaats op 25 oktober 1863 in Jefferson County Arkansas tijdens de Amerikaanse Burgeroorlog. Noordelijke eenheden onder leiding van kolonel Powell Clayton hadden op 17 september 1863 Pine Bluff ingenomen. De 5th Kansas Cavalry en de 1st Indiana Cavalry vormden het garnizoen. De Zuidelijken onder leiding van John S. Marmaduke probeerden de stad te heroveren. Het Noordelijk garnizoen werd bijgestaan door 300 vrijgelaten slaven. Ze bouwden barricades rondom het centrale plein en stelden negen kanonnen op. Marmadukes pogingen om de stad mislukte na verschillende aanvallen op het plein.